# Royal Rumble (1997)
Royal Rumble (1997) foi um pay-per-view (PPV) de wrestling profissional produzido pela World Wrestling Federation (WWF, agora WWE). Aconteceu em 19 de janeiro de 1997, no Alamodome em San Antonio, Texas. Como tem sido habitual desde 1993, o vencedor do Royal Rumble recebeu uma luta pelo título mundial na WrestleMania daquele ano. Para o evento de 1997, o vencedor recebeu uma luta pelo WWF Championship na WrestleMania 13. O evento principal viu Shawn Michaels derrotar Sycho Sid para vencer o WWF Championship. A luta preliminar principal a luta Royal Rumble, que Stone Cold Steve Austin venceu após eliminar Bret Hart. Além disso, Vader derrotou The Undertaker e Hunter Hearst Helmsley derrotou Goldust para reter o WWF Intercontinental Championship. Esse foi o décimo evento da cronologia do Royal Rumble.
A presença de 60.477 pessoas foi o maior público ao vivo registrado na história do Royal Rumble até a edição de 2025. Além do herói local Shawn Michaels disputando o WWF Championship, a WWF estava trabalhando em parceria com a promoção mexicana Lucha Libre AAA World Wide (AAA), e vários lutadores dessa companhia participaram da luta Royal Rumble, bem como de diversas lutas do card preliminar.

## Produção

### Introdução
Royal Rumble é um pay-per-view (PPV) anual, produzido todo mês de janeiro pela World Wrestling Federation (WWF, agora WWE) desde 1988. É um dos quatro pay-per-views originais da promoção, junto com o WrestleMania, SummerSlam e Survivor Series, que foram apelidados de "Quatros Grandes", e foi considerado um dos "Cinco Grandes" PPVs, junto com King of the Ring. Seu nome vem da luta Royal Rumble, uma batalha real modificada na qual os participantes entram em intervalos cronometrados, em vez de todos começarem no ringue ao mesmo tempo. A luta geralmente conta com 30 lutadores e o vencedor tradicionalmente ganha uma luta pelo título mundial na WrestleMania daquele ano. Em 1997, o vencedor ganhou uma luta pelo WWF Championship na WrestleMania 13. O evento de 1997 foi o 10º evento na cronologia do Royal Rumble e estava programado para ser realizado em 19 de janeiro de 1997, no Alamodome em San Antonio, Texas.

### Rivalidades
O card consistiu em seis lutas. As lutas resultaram de histórias roteirizadas, onde os lutadores retratavam heróis, vilões ou personagens menos distinguíveis para criar tensão e culminavam em uma luta ou série de lutas. Os resultados foram predeterminados pelos escritores do WWF, com histórias produzidas em seu programa de televisão semanal, Monday Night Raw.
A rivalidade entre Goldust e Hunter Hearst Helmsley girou em torno da empresária de Goldust, Marlena. Durante a transmissão gratuita antes do In Your House 12, Helmsley tentou seduzir Marlena. Goldust respondeu atacando Helmsley durante as lutas nas semanas seguintes. A rivalidade aumentou no episódio de 30 de dezembro de 1996 do Monday Night Raw, durante uma luta entre Goldust e Jerry Lawler. Helmsley veio ao ringue e tentou levar Marlena embora. Marc Mero, que havia perdido o WWF Intercontinental Championship para Helmsley, bloqueou o caminho de Helmsley, mas a distração foi suficiente para fazer com que Goldust fosse eliminado.
Em 22 de julho de 1996, Faarooq Asad fez sua estreia na WWF atacando Ahmed Johnson, o Campeão Intercontinental. Ele alegou que atacou Johnson porque Johnson não era "das ruas", como Faarooq afirmava ser. Logo após o ataque, Johnson foi diagnosticado com um problema renal legítimo, então a WWF alegou que o ataque de Faarooq havia hospitalizado Johnson. Johnson ficou impossibilitado de competir por vários meses e foi forçado a abandonar o Intercontinental Championship. Quando Johnson retornou à WWF, ele interferiu em várias lutas envolvendo o grupo de Faarooq, a Nation of Domination. Ele os atacou com um pedaço de madeira, o que levou a um ângulo em que Johnson foi suspenso pelos ataques. Em dezembro, a lesão de Johnson se recuperou o suficiente para permitir que ele voltasse ao wrestling, e uma luta foi marcada para o próximo pay-per-view, o Royal Rumble.
Vader e The Undertaker não tiveram uma preparação substancial para sua luta no Royal Rumble 1997. Vader se juntou a outros lutadores heel para atacar The Undertaker em várias ocasiões, mas não houve um grande enredo por trás de sua luta. The Undertaker estava envolvido em uma rivalidade com Paul Bearer que remonta ao SummerSlam de 1996, quando Bearer atacou The Undertaker. No episódio de 5 de janeiro de 1997 do WWF Superstars, The Undertaker atacou o empresário de Vader, Jim Cornette, deixando Vader sem empresário no Royal Rumble.
A rivalidade entre Sycho Sid e Shawn Michaels remonta a 1995, quando Michaels contratou Sid como seu guarda-costas. Sid interferiu no evento principal da WrestleMania XI entre Michaels e Diesel, distraindo o árbitro, mas o plano saiu pela culatra quando o árbitro não pôde contar o pinfall após Michaels aplicar um superkick em Diesel. Na noite seguinte, no episódio do Monday Night Raw, Michaels disse a Sid que ele não seria necessário em uma eventual revanche contra Diesel. Sid reagiu traindo Michaels e aplicando três powerbombs nele. Esse ataque levou a uma rivalidade entre Sid e Diesel, mas Sid e Michaels acabaram se reunindo como parceiros em uma luta de eliminação no Survivor Series 1995. Durante a luta, Michaels acidentalmente acertou um chute no rosto de Sid, o que resultou na eliminação de Sid. Sid se vingou aplicando mais um powerbomb em Michaels. Mais uma vez, a rivalidade não foi levada adiante, pois Sid deixou a WWF. Sid retornou à WWF no episódio de 8 de julho de 1996 do Monday Night Raw, quando Michaels o apresentou como parceiro para uma luta de trios no In Your House 9. Sid ajudou Michaels diversas vezes nos meses seguintes, salvando-o de ataques de outros lutadores. No In Your House 11, Sid derrotou Vader e garantiu uma luta pelo WWF Championship contra Michaels no Survivor Series. Durante a luta no Survivor Series, Sid atacou Jose Lothario, o empresário de Michaels, com uma câmera de televisão. Enquanto Michaels se distraía com a situação, Sid o acertou com a câmera e depois aplicou um powerbomb para conquistar o título. Uma revanche foi marcada para o Royal Rumble.

## Evento

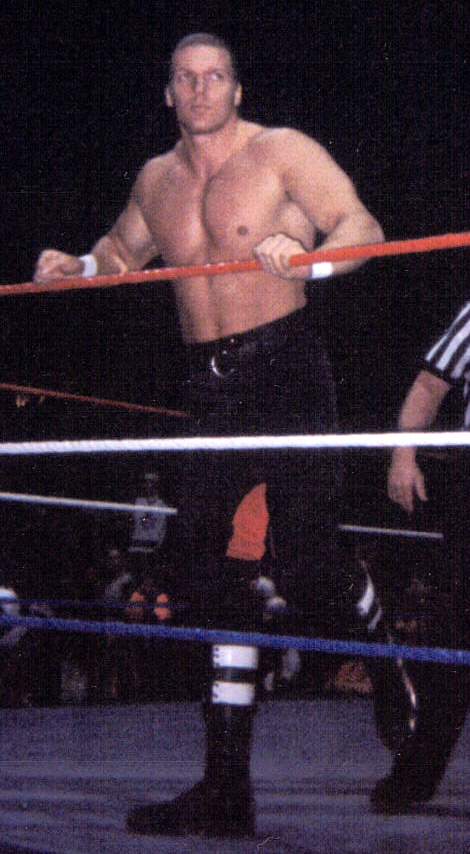
Hunter Hearst Helmsley derrotou Goldust para manter o Intercontinental Championship

### Lutas preliminares
O evento começou com a luta pelo Intercontinental Championship entre Goldust e o campeão Hunter Hearst Helmsley. Antes da luta começar, Goldust atacou Helmsley na rampa de entrada, mas logo retornaram ao ringue e continuaram trocando golpes. Mais adiante na luta, Helmsley tentou atingir Goldust com o cinturão, mas Goldust reverteu a situação, pegou o título e acertou Helmsley com ele. Quando Goldust tentou o pin, Mr. Hughes — que estava no ringside como guarda-costas de Helmsley — puxou Helmsley para fora do ringue. Hughes continuou distraindo Goldust, o que permitiu que Helmsley aplicasse um Pedigree e fizesse o pin para vencer, mantendo o título.
Na luta seguinte, Faarooq enfrentou Ahmed Johnson. Johnson venceu por desqualificação após membros da Nation of Domination, que estavam no ringside, interferirem a favor de Faarooq.
A terceira luta foi entre The Undertaker e Vader. Undertaker começou dominando, mas Vader virou a luta após Paul Bearer — que acompanhava Vader — acertar Undertaker com uma urna. Sem reagir ao golpe, Undertaker sofreu um Vaderbomb e foi derrotado por pinfall.
Em seguida, houve uma luta de trios com lutadores da AAA: Héctor Garza, Perro Aguayo e El Canek enfrentaram Jerry Estrada, Heavy Metal e Fuerza Guerrera. Foi uma luta em ritmo mais lento, com domínio alternado entre as equipes. No final, os lutadores brigaram fora do ringue, e Aguayo acertou Heavy Metal com um double foot stomp do alto do corner, conseguindo o pinfall para a vitória de sua equipe.

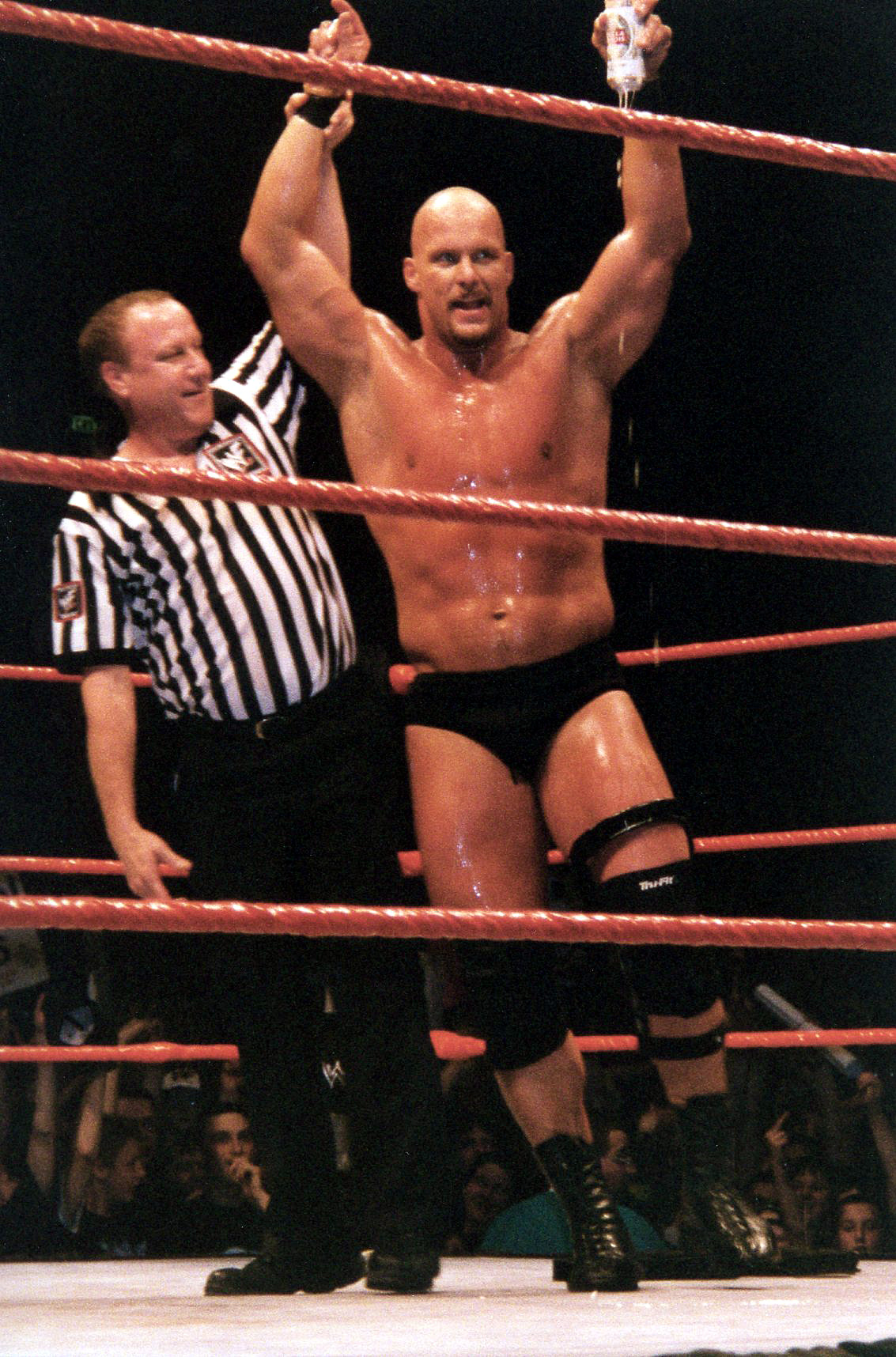
Stone Cold Steve Austin venceu o Royal Rumble eliminando por último Bret Hart

A luta Royal Rumble começou com Ahmed Johnson e Crush. A rivalidade entre Johnson e Faarooq continuou quando Faarooq apareceu na rampa, fazendo Johnson se eliminar para persegui-lo. Stone Cold Steve Austin foi o quinto a entrar e rapidamente eliminou Phineas I. Godwinn, Bart Gunn e Jake Roberts.
Vários lutadores da AAA participaram da luta. Mil Máscaras eliminou Cibernético e Pierroth e depois se jogou sobre eles do lado de fora, eliminando a si mesmo. Anos depois, Bruce Prichard revelou que isso foi planejado porque a equipe criativa da WWF sabia que Máscaras não aceitaria ser eliminado por outro lutador.
Austin continuou na luta e fez mais quatro eliminações, sendo a última contra The Real Double J. Bret Hart entrou em seguida, e os dois iniciaram uma troca de golpes. Nenhum conseguiu eliminar o outro, então a luta prosseguiu. O último a entrar foi The Undertaker, como número trinta.
Austin, que já estava na luta há quase 45 minutos, estava entre os cinco finalistas junto com Hart, Undertaker, Vader e Diesel. Do lado de fora, Mankind e Terry Funk começaram uma briga, distraindo os árbitros Jim Korderas e Mike Chioda. Nesse momento, Hart eliminou Austin, mas os árbitros não viram. Austin voltou ao ringue, eliminou Vader e Undertaker, depois jogou Hart para fora enquanto ele eliminava Diesel. Austin foi declarado vencedor da luta. Com dez eliminações, Austin empatou com Hulk Hogan no recorde de mais eliminações em um único Royal Rumble, recorde que seria quebrado em 2001 por Kane, com onze eliminações.

### Evento principal
No evento principal, Shawn Michaels enfrentou Sycho Sid pelo WWF Championship. Sid dominou boa parte da luta e trabalhou as costas de Michaels no início, mas Michaels reagiu com um flying elbow drop. Michaels tentou aplicar o Sweet Chin Music, mas Sid contra-atacou jogando-o para fora do ringue. Ao devolvê-lo ao ringue, Michaels acidentalmente atingiu o árbitro Earl Hebner. Sid aplicou um Chokeslam e tentou o pin, mas o árbitro estava caído. Um segundo árbitro correu para contar o pin, que chegou a dois. Sid atacou o segundo árbitro, o que permitiu que Michaels acertasse Sid com uma câmera e então aplicasse o Sweet Chin Music. O árbitro original voltou e contou o pinfall, decretando Michaels como o novo Campeão da WWF.

## Depois do evento
No episódio do Monday Night Raw que seguiu o Royal Rumble 1997, Bret Hart, furioso com o resultado da luta, exigiu ser declarado o verdadeiro vencedor, alegando que Stone Cold Steve Austin havia sido eliminado e retornado ilegalmente ao combate. Hart ameaçou deixar a WWF caso sua reivindicação não fosse atendida. Embora o comissário da WWF, Gorilla Monsoon, não tenha revertido a decisão oficial da luta, ele também se recusou a conceder a Austin a oportunidade de disputar o título na WrestleMania devido à sua conduta. Em vez disso, Monsoon anunciou que Austin, The Undertaker, Vader e o próprio Hart — os quatro últimos homens restantes — se enfrentariam em uma luta Four Corners no próximo pay-per-view In Your House, e o vencedor ganharia a chance de disputar o WWF Championship na WrestleMania.
No entanto, três dias antes do evento, em uma edição especial de quinta-feira do Raw, Shawn Michaels surpreendeu ao anunciar que estava deixando vago o WWF Championship que defenderia naquela noite contra Sycho Sid, alegando uma grave lesão no joelho e dizendo que havia “perdido seu sorriso” e precisava encontrá-lo novamente. Assim, a luta no In Your House: Final Four passou a valer o título vago. No evento, Bret Hart derrotou Austin, Undertaker e Vader para conquistar o WWF Championship. No entanto, na noite seguinte no Raw, Hart perdeu o título para Sycho Sid após nova interferência de Austin. Mais tarde, em 17 de março, Hart e Sid se enfrentaram novamente pelo título em uma luta Steel Cage. Durante a luta, tanto Austin quanto The Undertaker interferiram, e Sid acabou vencendo. Na WrestleMania 13, The Undertaker derrotou Sycho Sid para conquistar o WWF Championship, enquanto Bret Hart e Stone Cold Steve Austin se enfrentaram em uma icônica luta de submissão com Ken Shamrock como árbitro especial — uma das lutas mais lendárias da história da WrestleMania, marcada pela virada de personagem (double turn), onde Hart se tornou heel e Austin foi consagrado como anti-herói.

## Resultados
| Nº                                          | Resultados                                                                                  | Estipulações                                                                            | Tempo |
| ------------------------------------------- | ------------------------------------------------------------------------------------------- | --------------------------------------------------------------------------------------- | ----- |
| Dark                                        | Perro Aguayo Jr. e Venum derrotaram Maniaco e Mosco de la Merced                            | Luta de duplas                                                                          | 10:00 |
| Dark                                        | Blue Demon Jr., Octagón e Tinieblas Jr. derrotaram Abismo Negro, Heavy Metal e Histeria     | Luta de trios                                                                           | 14:00 |
| Free For All                                | Mascarita Sagrada Jr. e La Parkita derrotaram Mini Mankind e Mini Vader                     | Luta de duplas                                                                          | 4:29  |
| 1                                           | Hunter Hearst Helmsley (c) (com Mr. Hughes) derrotou Goldust (com Marlena)                  | Luta individual pelo WWF Intercontinental Championship                                  | 16:50 |
| 2                                           | Ahmed Johnson derrotou Faarooq (com Nation of Domination) por desclassificação              | Luta individual                                                                         | 8:48  |
| 3                                           | Vader (com Paul Bearer) derrotou The Undertaker                                             | Luta individual                                                                         | 13:19 |
| 4                                           | Canek, Héctor Garza e Perro Aguayo derrotaram Heavy Metal, Fuerza Guerrera, e Jerry Estrada | Luta de trios                                                                           | 10:56 |
| 5                                           | Stone Cold Steve Austin venceu eliminando por último Bret Hart                              | Luta Royal Rumble de 30 lutadores por uma luta pelo WWF Championship na WrestleMania 13 | 50:30 |
| 6                                           | Shawn Michaels (com José Lothario) derrotou Sycho Sid (c)                                   | Luta individual pelo WWF Championship                                                   | 13:49 |
| (c) – Refere-se aos campeões antes da luta. |                                                                                             |                                                                                         |       |

### Entradas e eliminações do Royal Rumble
Durante a luta Royal Rumble, um novo participante entrava aproximadamente a cada 90 segundos. No entanto, logo no início da luta, Vince McMahon mencionou na mesa de comentários que estavam enfrentando problemas com o cronômetro — o que explicava algumas inconsistências nos intervalos de entrada dos lutadores ao longo do combate. 
     – Indica um lutador da Lucha Libre AAA World Wide (AAA), que possuía uma parceria com a WWF na época.
     – Vencedor
| Ordem de Entrada | Lutador                 | Ordem de Eliminação | Eliminado por             | Tempo | Eliminações |
| ---------------- | ----------------------- | ------------------- | ------------------------- | ----- | ----------- |
| 1                | Crush                   | 3                   | Phineas Godwinn           | 06:17 | 0           |
| 2                | Ahmed Johnson           | 2                   | Himself                   | 03:02 | 2           |
| 3                | Fake Razor Ramon        | 1                   | Ahmed Johnson             | 00:17 | 0           |
| 4                | Phineas I. Godwinn      | 4                   | Stone Cold Steve Austin   | 02:52 | 1           |
| 5                | Stone Cold Steve Austin | -                   | Vencedor                  | 45:07 | 10          |
| 6                | Bart Gunn               | 5                   | Stone Cold Steve Austin   | 00:26 | 0           |
| 7                | Jake Roberts            | 6                   | Stone Cold Steve Austin   | 01:10 | 0           |
| 8                | The British Bulldog     | 8                   | Owen Hart                 | 08:04 | 1           |
| 9                | Pierroth                | 10                  | Mil Máscaras              | 10:32 | 1           |
| 10               | The Sultan              | 7                   | The British Bulldog       | 03:23 | 0           |
| 11               | Mil Máscaras            | 11                  | Himself                   | 07:28 | 2           |
| 12               | Hunter Hearst Helmsley  | 12                  | Goldust                   | 06:42 | 0           |
| 13               | Owen Hart               | 17                  | Stone Cold Steve Austin   | 08:29 | 2           |
| 14               | Goldust                 | 13                  | Owen Hart                 | 05:33 | 1           |
| 15               | Cybernetico             | 9                   | Mil Máscaras and Pierroth | 01:25 | 0           |
| 16               | Marc Mero               | 16                  | Stone Cold Steve Austin   | 03:53 | 0           |
| 17               | Latin Lover             | 14                  | Faarooq                   | 01:47 | 0           |
| 18               | Faarooq                 | 15                  | Ahmed Johnson             | 00:41 | 1           |
| 19               | Savio Vega              | 18                  | Stone Cold Steve Austin   | 00:46 | 0           |
| 20               | Jesse James             | 19                  | Stone Cold Steve Austin   | 00:29 | 0           |
| 21               | Bret Hart               | 29                  | Stone Cold Steve Austin   | 21:12 | 2           |
| 22               | Jerry Lawler            | 20                  | Bret Hart                 | 00:04 | 0           |
| 23               | Fake Diesel             | 28                  | Bret Hart                 | 17:49 | 0           |
| 24               | Terry Funk              | 24                  | Mankind                   | 15:18 | 0           |
| 25               | Rocky Maivia            | 23                  | Mankind                   | 13:00 | 0           |
| 26               | Mankind                 | 25                  | The Undertaker            | 12:20 | 2           |
| 27               | Flash Funk              | 21                  | Vader                     | 06:12 | 0           |
| 28               | Vader                   | 26                  | Stone Cold Steve Austin   | 10:06 | 1           |
| 29               | Henry O. Godwinn        | 22                  | The Undertaker            | 06:11 | 0           |
| 30               | The Undertaker          | 27                  | Stone Cold Steve Austin   | 06:46 | 2           |

↑ Austin foi eliminado por Bret Hart, mas voltou sorrateiramente ao ringue enquanto os árbitros estavam distraídos com uma briga entre Terry Funk e Mankind do outro lado do ringue.
↑ Faarooq foi eliminado quando Ahmed Johnson (que havia se eliminado do Royal Rumble anteriormente) voltou ao ringue com um pedaço de madeira e foi atrás de Faarooq, fazendo com que ele passasse por cima da terceira corda.